# أوتوكار
أوتوكار (بالتركيّة: Otokar يُطلق عليها رسميًا Otokar Otomotiv ve Savunma Sanayi A.Ş) هي شركة تركيّة لتصنيع الحافلات والمركبات العسكريّة، تأسست عام 1963 ويقع مقرها في ساكاريا، تركيا.
تتبع أوتوكار شركة كوتش القابضة، وقد بلغت عائداتها عام 2019 حوالي 2.43 مليار ليرة.

## وصلات خارجية
- الموقع الرسمي (بالتركية)
- تاريخ أوتوكار (بالإنجليزية)